# Lucifer Rising
Lucifer Rising – minialbum zespołu Candlemass, wydany w 2008 roku. Zawiera dwa nowe utwory, Lucifer Rising i White God oraz nową wersję utworu Demons Gate. Ponadto zawiera dziewięć utworów wykonanych na żywo, zarejestrowanych podczas koncertu w 2007 roku w Grecji. Nagranie nowego materiału ukończono w kwietniu 2008 roku.

## Lista utworów
1. Lucifer Rising – 4:06
2. The White God – 5:01
3. Demons Gate – 9:03
4. At the Gallows End – 5:17
5. Solitude – 6:54
6. Emperor of the Void – 4:53
7. Devil Seed – 6:02
8. Mirror Mirror – 6:04
9. Under the Oak – 7:01
10. Of Stars and Smoke – 5:51
11. Black Dwarf – 5:30
12. Samarithan – 5:52

Utwory 4 - 12 są nagraniami pochodzącymi z koncertu zespołu w Atenach w 2007 roku.

## Twórcy
- Robert Lowe – wokal
- Mats "Mappe" Björkman – gitara rytmiczna
- Lars Johansson – gitara prowadząca
- Leif Edling – gitara basowa
- Jan Lindh – perkusja